# Akademik Swisztow
OFK Akademik Swisztow (bułg. ОФК Академик Свищов) – bułgarski klub piłkarski z siedzibą w Swisztowie, założony 10 listopada 1949.

## Historia klubu
Klub został założony 10 listopada 1949 roku w wyniku fuzji Seweru-Sławii Swisztow, Generał Błagoj Kopczew Swisztow i kilku innych klubów. W 1953 roku włączono do niego Stroiteł Swisztow.
7 maja 1976 po wygranej 3:0 z FK Angeł Kynczew Triawna, Akademik po raz pierwszy w historii awansował do pierwszej ligi bułgarskiej. Łącznie grał w niej przez cztery sezony, a jego najlepszym wynikiem jest jedenaste miejsce w sezonie 1985/1986. W kolejnym sezonie zajął jednak przedostatnie, 15. miejsce i spadł z ligi. Był to ostatni sezon tego klubu na najwyższym poziomie rozgrywek. Ponadto dotarł on także do półfinału pucharu Bułgarii, zwanego wówczas Pucharem Armii Sowieckiej, w sezonie 1977/1978, przegrywając z późniejszym triumfatorem, Markiem Stanke Dimitrow 0:2.
W sezonie 2023/2024 klub uczestniczy w rozgrywkach trzeciej ligi. Swoje mecze rozgrywa na stadionie Akademik o pojemności 13 500 widzów.